# 奥德丽·权
奥德丽·权（英語：Audrey Kwon，2006年6月16日—），美国女子花样游泳运动员，2023年世界游泳锦标赛集体技巧自选银牌得主和集体技术自选铜牌得主、2024年世界游泳锦标赛集体自由自选和集体技巧自选铜牌得主、2024年夏季奥林匹克运动会集体银牌得主。